# Kaple Nejsvětější Trojice (Česká Skalice)
Kaple Nejsvětější Trojice je římskokatolická trojboká kaple v České Skalici. Patří do farnosti Česká Skalice. Vlastníkem pozemku i kaple je město Česká Skalice. Kaple je od 3. května 1958 chráněna jako kulturní památka České republiky.

## Historie
Na rozhraní tereziánských silnic k Náchodu a Červenému Kostelci byla pravděpodobně roku 1731 postavena trojboká kaplička Nejsvětější Trojice s pilastry na rozích a římsami nad výklenky. Výklenky kapličky zdobí tři olejomalby na plechu: Zavraždění sv. Václava, Nejsvětější Trojice a sv. Florián. V roce 1994 byly původní malby restaurovány a uloženy v muzeu. Do výklenků kapličky byly osazeny kopie obrazů provedené výtvarníky-restaurátory, manželi J. a R. Vašinovými z Pardubic.

## Fotogalerie

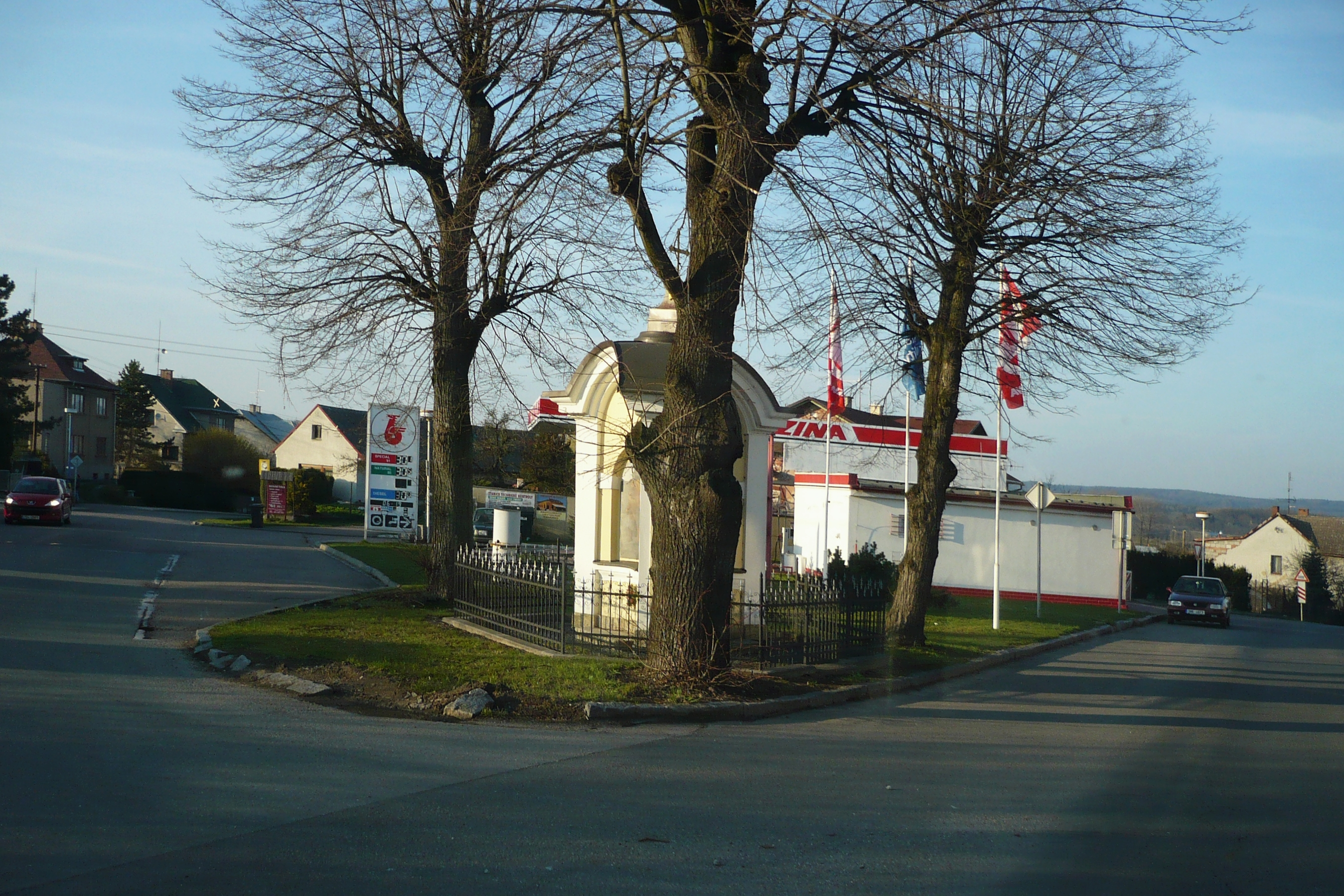
Kaple